# 蒙古白丽蘑
蒙古白丽蘑（學名：Leucocalocybe mongolica，俗称白蘑菇、蒙古口蘑、查／察干蘑菇）是白丽蘑属真菌。生长于以羊草为建群种的禾草草原上，是蘑菇圈产生菌。分布于中国内蒙古中部、河北北部、东北地区，以及蒙古和阿爾泰山区。

## 食用
蒙古白丽蘑的子实体味美。蒙古族和鄂温克族会以其为药用。